# Botafogo Esporte Clube
El Botafogo Esporte Clube fue un equipo de fútbol de Brasil que jugó en el Campeonato Piauiense, la primera división del estado de Piauí.

## Historia
Fue fundado el 30 de marzo de 1932 en el municipio de Teresina, la capital del estado de Piauí y su nombre y escudo eran basados en el Botafogo FR del estado de Sao Paulo como varios equipos de Brasil que tenían ese nombre.
Fue el primer equipo ganador del Campeonato Piauiense como liga unificada en 1941, logrando anteriormente seis títulos de la liga de Teresina, cinco de ellos de manera consecutiva, antes de la unificación de las ligas municipales del estado de Piauí, aunque éstos títulos municipales también cuentan en el historial como si fueran estatales.
Durante los años 1940 fue uno de los equipos dominantes del Campeonato Piauiense junto al Esporte Clube Flamengo, ambos con cuatro títulos estatales hasta que llegó el dominio del River Atlético Clube en los años 1950 donde ganó casi todos los títulos de la década excepto la edición de 1957 que ganó Botafogo Esporte Clube, época en la que el club logró también ganar tres torneos inicio.
Los años 1960 fueron el inicio de la decadencia del club, donde incluso pasó a jugar en la segunda división estatal hasta que regresó en 1965, pero solo fue uno equipo más en la liga, donde estuvo hasta que fue descalificado en 1977 por una alineación irregular y desaparece.
Actualmente es uno de los equipos más ganadores del estado de Piauí donde suma 12 títulos a nivel estatal.

## Palmarés
- Campeonato Piauiense: 12[n 1]

1934, 1935, 1936, 1937, 1938, 1940, 1941, 1945, 1946, 1949, 1957
- Campeonato Piauiense Serie B: 1

1965
- Torneo Inicio de Piauí: 3

1956, 1957, 1958